# 南沙笠贝
南沙笠贝（学名：Acmaea nanshaensis）是原始腹足目青螺科青螺属的一种。主要分布于中国大陆，常栖息在潮下带。